# Lowery-Gletscher
Der Lowery-Gletscher ist ein rund 100 km langer Gletscher unweit der Shackleton-Küste in der antarktischen Ross Dependency. Er fließt vom Prinz-Andrew-Plateau in nördlicher Richtung an der Ostflanke der Queen Elizabeth Range zum Nimrod-Gletscher. 
Teilnehmer der New Zealand Geological and Topographical Survey Expedition (1959–1960) benannten ihn. Namensgeber war James H. Lowery, ein Expeditionsteilnehmer, der bei einem Unfall mit einer Schneeraupe am Kap Selborne im November 1959 verletzt wurde.